# André Carrillo
André Martín Carrillo Díaz (* 14. Juni 1991 in Lima), besser bekannt als André Carrillo, ist ein peruanischer Fußballspieler. Zurzeit steht er in Brasilien beim SC Corinthians unter Vertrag.

## Vereinskarriere

### Alianza Lima
Nachdem er 2007 zum Juniorenteam von Alianza Lima wechselte, wurde André Carrillo am 5. Dezember 2009 erstmals für die Herrenmannschaft seines Heimatvereins eingesetzt. Beim 2:2-Unentschieden gegen Universidad César Vallejo wurde er in der 75. Minute eingewechselt. Nach zwei weiteren Kurzeinsätzen im Mai 2010 kam der junge Außenstürmer ab September regelmäßiger zum Einsatz. In den ersten vier Partien des Jahres 2011 schoss Carrillo alle seine drei Tore, die er insgesamt für Lima erzielen konnte.

### Sporting Lissabon
Zur Saison 2011/12 wurde der Peruaner vom portugiesischen Erstligisten Sporting Lissabon verpflichtet. Während der ersten Spielzeit für die Portugiesen absolvierte Carrillo zwar fast alle Spiele, wurde jedoch vornehmlich ein- oder ausgewechselt. In der UEFA Europa League 2011/12 scheiterte Sporting im Halbfinale am spanischen Vertreter Athletic Bilbao. An den Einsätzen des Peruaners änderte sich auch in der Saison 2012/13 nicht viel. Nur vier Spieler hatten insgesamt mehr Einsätze als Carrillo, aber der rechte Außenstürmer wurde zumeist ein- oder ausgewechselt. In der Liga erreichte er mit seinem Team nach der starken Vorsaison nur den siebten Rang und hatte aufgrund Entlassungen vier verschiedene Cheftrainer. Da Sporting auch im Pokal frühzeitig ausschied, erlangte der Verein erstmals seit 1976 keinen Startplatz für einen europäischen Vereinswettbewerb. Nachdem Leonardo Jardim in der Primeira Liga 2013/14 für ein Jahr das Traineramt bei Sporting übernommen hatte, gelang Carrillos Team die Vizemeisterschaft und die damit verbundene Qualifikation für die UEFA Champions League 2014/15. Dort erreichte der Verein während der Gruppenphase den dritten Platz und dadurch das Sechzehntelfinale der Europa League, schied jedoch gegen die deutsche Mannschaft des VfL Wolfsburg aus. André Carrillo kam während dieser Spielzeit in allen internationalen Partien Sportings zum Einsatz. In der Primeira Liga 2014/15 erreichte der Verein den dritten Platz und die erneute Qualifikation zur Champions League. Zusätzlich gewann der Peruaner mit seiner Mannschaft den nationalen Pokal sowie den anschließenden Superpokal. Dies sollten die zwei einzigen Titel in seiner Zeit bei Sporting Lissabon bleiben. Nachdem der Verein über viele Monate hinweg erfolglos versuchte den Vertrag des Außenstürmers zu verlängern, wurde Carrillo im Oktober 2015 suspendiert.

### Benfica Lissabon
Nach der Suspendierung und Spielpause seit Oktober 2015 hatte Sporting im Februar 2016 bekanntgegeben, dass Carrillo ab der Saison 2016/17 vom Stadtrivale und amtierenden Meister Benfica Lissabon unter Vertrag genommen wird. Dort kam er in allen Wettbewerben vornehmlich als Joker auf beiden offensiven Außenbahnen zum Einsatz und gewann mit seinem neuen Team Meisterschaft, Pokal und Superpokal. Neben dem Gewinn aller nationalen Wettbewerbe erreichte Benfica in der UEFA Champions League 2016/17 das Achtelfinale und schied dort gegen den deutschen Vertreter Borussia Dortmund aus.

### FC Watford
In der Saison 2017/18 wurde Carrillo kurz vor Ende der Transferphase auf Leihbasis vom englischen Erstligisten FC Watford verpflichtet, wo er mit Marco Silva auf seinen ehemaligen Trainer bei Sporting Lissabon traf.

### Saudi-Arabien
Im Juni 2018 wurde Carillo an den saudi-arabischen Verein Al-Hilal verliehen. Die Leihgebühr betrug 4 Millionen Euro. Zur Saison 2019/2020 verpflichtete der Verein den Peruaner dann fest. Die Transfersumme betrug 9,5 Millionen Euro. Im Sommer 2023 wechselte er zu Absteiger al-Qadisiyah in die Saudi First Division League.

### Brasilien
Im September 2024 wechselte Carrillo zum SC Corinthians nach São Paulo. Der Kontrakt erhielt eine Laufzeit bis Jahresende 2025.

## Nationalmannschaft
Nachdem André Carrillo zuvor bereits mehrfach für die peruanische Fußballnationalmannschaft nominiert wurde, kam er während Gruppenphase der Copa América am 12. Juli 2011 gegen Chile erstmals zum Einsatz. In einem unglücklichen Debüt schoss er nach seiner Einwechslung in der 72. Minute in der Nachspielzeit ein Eigentor zum 0:1-Endstand. Die Peruaner erreichten dennoch den dritten Turnierplatz, Carrillo kam aber nicht mehr zum Einsatz. Ab dem Freundschaftsspiel gegen Tunesien im Februar 2012 wurde er regelmäßiger eingesetzt. Bei der Copa América 2015 erreichte Peru mit Carrillo im Kader erneut den dritten Platz. Der Flügelspieler kam in vier von sechs Spielen zum Einsatz. 
Bei der Weltmeisterschaft 2018 kam er in allen drei Vorrundenspielen Perus zum Einsatz und erzielte im letzten Gruppenspiel, dem 2:0 gegen Australien, den Führungstreffer, der das vorzeitige Ausscheiden allerdings nicht verhindern konnte.

## Erfolge
- Portugiesischer Meister: 2017
- Portugiesischer Pokalsieger: 2015, 2017
- Portugiesischer Supercupsieger: 2015, 2017